# Військово-морські сили Естонії
Військово-морські сили Естонії (ест. Eesti Merevägi) — вид збройних сил країни, який перебуває у складі армії оборони Естонії з 1993 року.
Військово-морські сили Естонії несуть відповідальність за захист територіальних вод країни. У кризовій ситуації флот повинен бути готовим захистити підступи до країни з моря, акваторії портів. Крім того, Естонія з 2004 року є членом Організації Північноатлантичного договору, а тому флот ВМС Естонії може бути задіяний в різноманітних операціях та місіях НАТО або інших кризових ситуаціях згідно статті 5 Північноатлантичного договору, коли підтримки потребує інша країна-учасниця Альянсу.
Командувачем ВМС Естонії з 2013 року є капітан I рангу Стен Сеппер. Чисельність ВМС Естонії становить близько 300 осіб.

## Історія
Перші підрозділи ВМС Естонії були утворені 28 лютого 1918 року. До них відносились відділ ВМС штабу збройних сил і батальйон ВМС. Вони припинили свою діяльність у зв'язку з початком окупації Естонії німецькою армією.
У листопаді 1918 року Союз оборони Естонії (ест. Kaitseliit — «Кайтселійт»), який складався з добровольців, почав організацію захисту морських кордонів республіки.
13 листопада 1918 року від німецького флоту був отриманий перший корабель, що отримав назву «Лайне» (ест. Laine — «Хвиля»). Першими бойовими кораблями естонського флоту стали канонерський човен з потужним артилерійським озброєнням «Лембіт» (ест. «Lembit»), а також колишній російський канонерський човен типу «Гіляк-II».
Основні сили естонського флоту складалися з ескадрених міноносців «Леннук» (колишній «Автроіл») і «Вамболь» (колишній «Капітан 1 рангу Міклухо-Маклай»), які були захоплені англійськими кораблями та передані Естонії, а також з невеликої кількості канонерських човнів, тральщиків і мінних загороджувачів.
За допомогою цих судів капітан Йохан Пітка здійснив кілька десантів, найвдалішим з яких була висадка в районі села Удрія.
У 1933 році ескадрені міноносці були продані Перу, а в травні 1935 року на замовлення естонського уряду англійська фірма «Віккерс-Армстронг» почала будівництво на верфі Барроу-ін-Фернесс (англ. Barrow-in-Furness) двох сучасних підводних човнів типу «Калев»—"Лембит" і «Калев». 7 липня 1936 року обидва човни були спущені на воду і, після прибуття в Таллінн, утворили дивізіон мінних загороджувачів.
У 1940 році унаслідок окупації Естонії Радянською армією військово-морські сили Естонії увійшли до складу Балтійського флоту ВМФ СРСР. У 1940-і роки органами НКВС було заарештовано 43 офіцери ВМС Естонії.

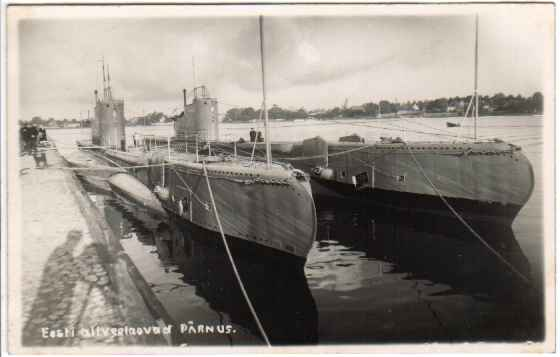
Естонські підводні човни Kalev і Lembit у міжвоєнний період

Після відновлення незалежності Естонії в 1991 році були сформовані остаточні Збройні сили Естонії, до складу яких увійшли також і військово-морські сили.
У перші роки відновленої незалежності Естонія отримала 8 катерів з ФРН і один корабель зі Швеції.
1 липня 1993 року при Головному штабі Сил оборони Естонії був створений морський відділ. Наступного року був створений Штаб ВМС Естонії.
У червні 1994 року на службу до ВМФ Естонії були спрямовані перші 15 військовослужбовців, які пройшли спеціальну підготовку в Талліннському прикордонному училищі.
У 1995 році Фінляндія передала Естонії прикордонний корабель «Viima», який згодом отримав нову назву — «Maru».
У 1997 році США безкоштовно передали Естонії катер берегової охорони «Valvas».
У 1998 році Естонія, Латвія і Литва створили спільну ескадру мінних тральщиків «Балтрон», до завдань якої увійшли: пошук і ліквідація морських мін, які залишилися в Балтійському морі з часів Другої світової війни, збільшення безпеки територіальних вод і надання допомоги у виявленні і ліквідації екологічних ушкоджень в територіальних водах і економічних зонах Балтійських держав.

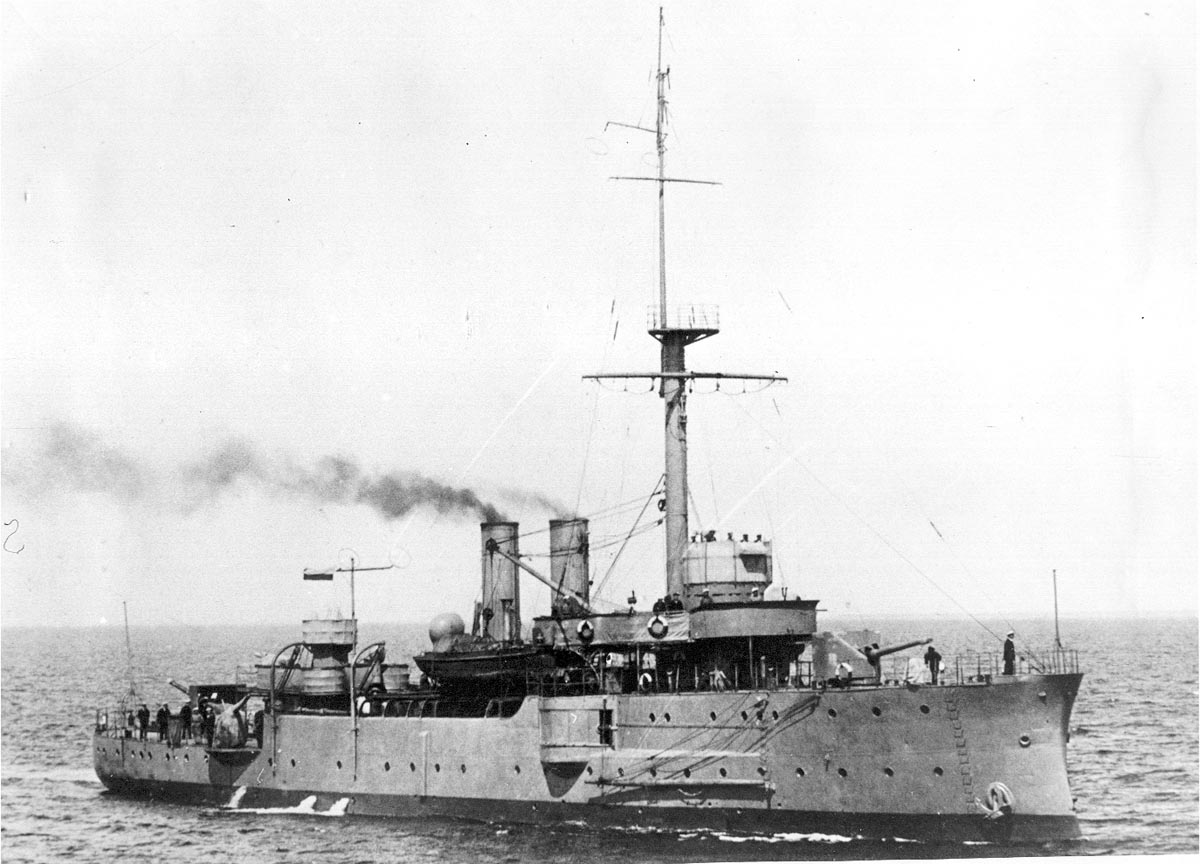
Канонерській човен Lembit.

У 1998 році загальна чисельність ВМС Естонії становила 160 військовослужбовців. На озброєнні знаходилися два тральщика, три патрульних катери і два допоміжних судна.
У середині 1999 року з Фінляндії були отримані ще два патрульних катери — «Ristna» і «Suurop».
Вже у 2000 року загальна чисельність ВМС Естонії становила 340 військовослужбовців, а на озброєнні знаходилися один патрульний корабель «Маген», два мінно-тральних корабля типу «Фрауенлоб» («Калев» і «Ольов»), два патрульних катери типу «Кондор», два патрульних катери «проект 1400» і три допоміжних судна.

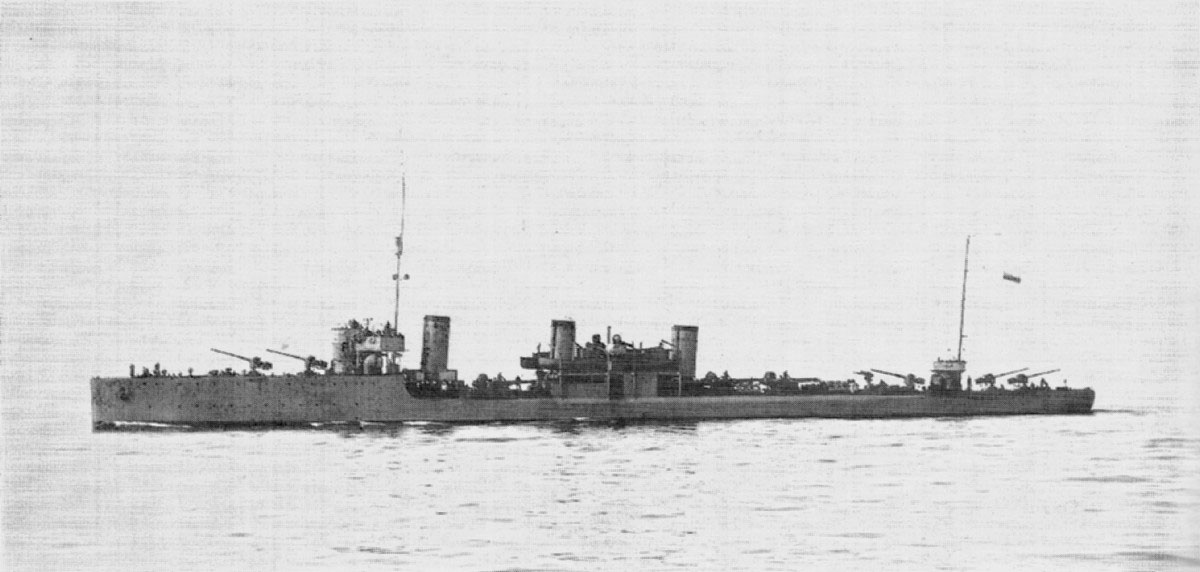
Естонський есмінець Lennuk в 1924 році

У 2003 році ФРН подарувала третій мінний тральщик (корабель типу «Фрауенлоб»).
У цьому ж році був відкритий військово-навчальний центр для підготовки кадрів ВМС.
У 2006 році чисельність ВМС Естонії становила 335 осіб.
У серпні 2012 року до складу морського флоту прикордонних військ Естонії увійшло нове багатофункціональне екологічне судно «Kindral Kurvits» вартістю 33 млн євро. Споруду фінансували Європейський фонд регіонального розвитку, який виділив 28 121 005 євро, а також уряд Естонії, який виділив 4 959 523 євро.
16 вересня 2018 року в Мінній гавані в Талліні розпочалися набільші в історії країни військово-морські навчання Mere-siil 2018 (укр. Морський їжак 2018). В ході навчань має відпрацьовуватися діяльність керівних структур ВМС і бути проведена підготовка резервістів.
З 3 січня 2023 року берегова охорона Естонії приєднана до Військово-морських сил. Кораблі та катери берегової охорони увійшли до складу дивізіону сторожових кораблів ВМС.

### Бойовий склад ВМС Естонії у 1940 році
| Тип                          | Бортовий номер      | Найменування   | У складі флоту           | Примітки |                |
| Підводні човни               | Підводні човни      | Підводні човни | Підводні човни           | Підводні човни | Підводні човни |
| ---------------------------- | ------------------- | -------------- | ------------------------ | --- | -------------- |
| Підводний човен типу «Калев» | інформація відсутня | «Kalev»        | з 14 травня 1937 року    | увійшов до складу ВМФ СРСР вийшов з ладу з невідомої причини 1 листопада 1941 року                                                    |                |
| Підводний човен типу «Калев» | інформація відсутня | «Lembit»       | з 14 травня 1937 року    | увійшов до складу ВМФ СРСР пережив війну, на даний час є музейним експонатом                                                          |                |
| Канонерські човни            |                     |                |                          | |                |
| інформація відсутня          | інформація відсутня | «Laine»        | з 13 листопада 1918 року | колишній SMS «Lauterbach» (Німецька імперія) увійшов до складу ВМФ СРСР знищений на міні 2 грудня 1941 року в районі півострова Ханко |                |
| інформація відсутня          | інформація відсутня | «Pikkeri»      | з 1939 року              | увійшов до складу ВМФ СРСР |                |
| Мінні загороджувачі          |                     |                |                          | |                |
| інформація відсутня          | інформація відсутня | «Ristna»       | з 1918 року              | колишній «Апостолъ Петръ» увійшов до складу ВМФ СРСР                                                                                  |                |
| інформація відсутня          | інформація відсутня | «Suurop»       | з 1918 року              | колишній «Апостолъ Павелъ» увійшов до складу ВМФ СРСР                                                                                 |                |
| Мінні тральщики              |                     |                |                          | |                |
| інформація відсутня          | інформація відсутня | «Keri»         | з 1918 року              | інформація відсутня |                |
| інформація відсутня          | інформація відсутня | «Tral»         | з 1918 року              | інформація відсутня |                |
| інформація відсутня          | інформація відсутня | «Vaindlo»      | з 1918 року              | інформація відсутня |                |
| Міноносці                    |                     |                |                          | |                |
| міноносець типу A II         | інформація відсутня | «Sulev»        | з 1924 року              | колишній А 32 увійшов до складу ВМФ СРСР, перекваліфікований і перейменований в «Аметист» пережив війну, розібраний                   |                |

## Організаційний склад ВМС Естонії
Штаб ВМС (ест. Mereväe Staap)
 База ВМС (ест. Mereväebaas)
 Дивізіон мінних кораблів (ест. Miinilaevade Divisjon)
 Штабний корабель «Адмірал Пітка»
Корабель технічного забезпечення «Тасуя»
 Тральщик-шукач мін «Адмірал Коуен»
 Тральщик-шукач мін «Сакала»
 Тральщик-шукач мін «Уганді»
 Група водолазів-минерів (ест. EOD tuukrigrupp)

## Бойовий склад ВМС Естонії
| Тип                                         | Фото            | Бортовий номер      | Найменування        | У складі флоту           | Стан            | Примітки                                                                                           |
| Мінні тральщики                             | Мінні тральщики | Мінні тральщики     | Мінні тральщики     | Мінні тральщики          | Мінні тральщики | Мінні тральщики                                                                                    |
| ------------------------------------------- | --------------- | ------------------- | ------------------- | ------------------------ | --------------- | -------------------------------------------------------------------------------------------------- |
| Тральщик-шукач мін типу «Sandown»           |                 | М313                | EML Admiral Cowan   | з 26 квітня 2007 року    | у строю         | колишній HMS «Sandown» (M101)                                                                      |
| Тральщик-шукач мін типу «Sandown»           |                 | М314                | EML Sakala          | з 24 січня 2008 року     | у строю         | колишній HMS «Inverness» (M102)                                                                    |
| Тральщик-шукач мін типу «Sandown»           |                 | М315                | EML Ugandi          | з 22 січня 2009 року     | у строю         | колишній HMS «Bridport» (M105)                                                                     |
| Допоміжне військове судно                   |                 |                     |                     |                          |                 | |
| Судно типу «Lindormen»                      |                 | А433                | EML Wambola         | з 01 листопада 2016 року | у строю         | колишній KDM Lossen (N44)                                                                          |
| Підводні апарати                            |                 |                     |                     |                          |                 | |
| Автономний підводний апарат Remus 100       |                 | інформація відсутня | інформація відсутня | з 2008 року              | у строю         | 2 апарати. Придбано у американської фірми «Hydroid» у 2008 році. Апарати оснащені гідролокаторами. |
| Кораблі берегової охорони                   |                 |                     |                     |                          |                 | |
| Патрульний корабель проєкту Kindral Kurvits |                 | P101                | Kindral Kurvits     | з 2023                   | у строю         | до об'єднання БОХР та ВМС входив до складу БОХР                                                    |
|                                             |                 | P203                | Raju                | з 2023                   | у строю         | до об'єднання БОХР та ВМС входив до складу БОХР                                                    |
| Патрульний катер проєкту Pikker             |                 | P103                | Pikker              | з 2023                   | у строю         | до об'єднання БОХР та ВМС входив до складу БОХР                                                    |
| Патрульний катер проєкту Patrol 24          |                 | P112                | Valve               | з 2023                   | у строю         | до об'єднання БОХР та ВМС входив до складу БОХР                                                    |
| Патрульні катери                            |                 |                     |                     |                          |                 | |
| Патрульний катер проєкту Patrol 18 WP       |                 | P01                 | Roland              | 2021                     | у строю         | до об'єднання БОХР та ВМС входив до складу БОХР                                                    |
| Патрульний катер проєкту Patrol 18 WP       |                 | P02                 | Risto               | 2021                     | у строю         | до об'єднання БОХР та ВМС входив до складу БОХР                                                    |

## Прапори кораблів
| Прапор | Гюйс | Вимпел |
| ------ | ---- | ------ |
|        |      |        |

## Прапори посадових осіб
| Міністр оборони | Командувач ВМС | Командир дивізіону | Старший на рейді |
| --------------- | -------------- | ------------------ | ---------------- |
|                 |                |                    |                  |

## Звання і знаки

### Адмірали і офіцери
| Категорії               | Адмірали      | Адмірали      | Адмірали     | Адмірали      | Старші офіцери     | Старші офіцери     | Старші офіцери     | Молодші офіцери   | Молодші офіцери | Молодші офіцери    | Молодші офіцери |
| ----------------------- | ------------- | ------------- | ------------ | ------------- | ------------------ | ------------------ | ------------------ | ----------------- | --------------- | ------------------ | --------------- |
|                         |               |               |              |               |                    |                    |                    |                   |                 |                    |                 |
| Естонське звання        | Admiral       | Viitseadmiral | Kontradmiral | Kommodoor     | Mereväekapten      | Kaptenleitnant     | Kaptenmajor        | Vanemleitnant     | Leitnant        | Nooremleitnant     | Lipnik          |
| Український відповідник | Адмірал флоту | Адмірал       | Віце-адмірал | Контр-адмірал | Капітан 1-го рангу | Капітан 2-го рангу | Капітан 3-го рангу | Капітан-лейтенант | Лейтенант       | Молодший лейтенант | Мічман          |

### Підофіцери і матроси
| Категорії               | Старшини   | Старшини     | Старшини    | Старшини                      | Старшини     | Сержанти          | Сержанти          | Сержанти           | Матроси        | Матроси |
| ----------------------- | ---------- | ------------ | ----------- | ----------------------------- | ------------ | ----------------- | ----------------- | ------------------ | -------------- | ------- |
|                         |            |              |             |                               |              |                   |                   |                    |                |         |
| Естонське звання        | Ülemveebel | Staabiveebel | Vanemveebel | Veebel                        | Nooremveebel | Vanemmaat         | Maat              | Nooremmaat         | Vanemmadrus    | Madrus  |
| Український відповідник | немає      | немає        | немає       | Головний корабельний старшина | немає        | Головний старшина | Старшина I статті | Старшина II статті | Старший матрос | Матрос  |

### Знаки головних уборів

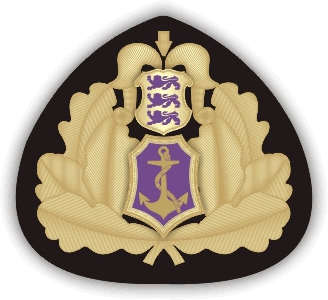
На кашкеті адміралів і офіцерів
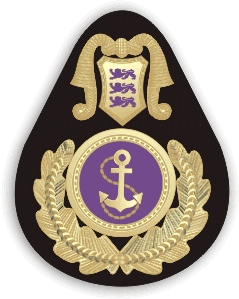
На кашкеті підофіцерів
На безкозирці матросів
На польовій шапці

## Галерея

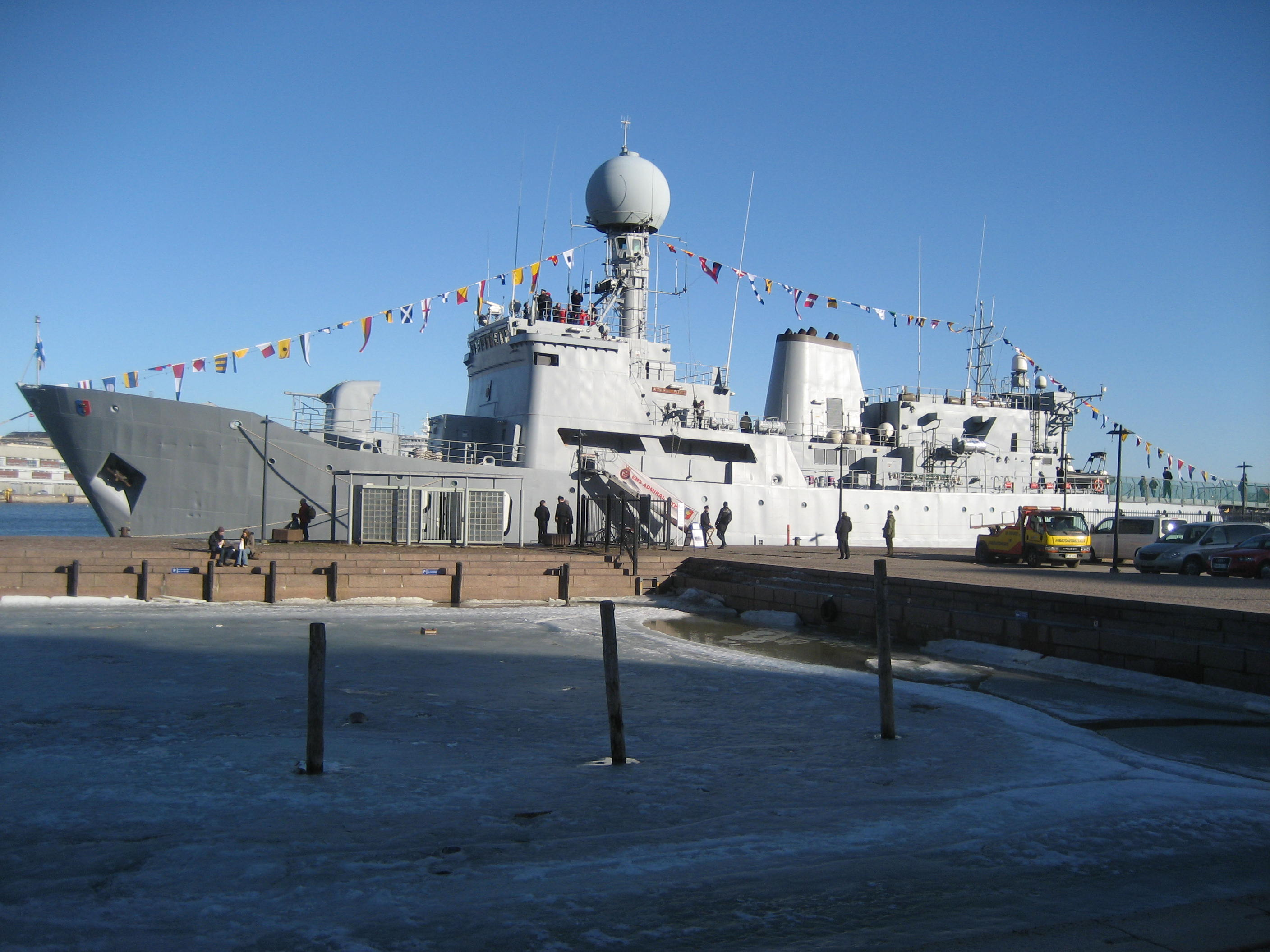
EML Adriral Pitka (штабний корабель, списаний 13 червня 2013 року)
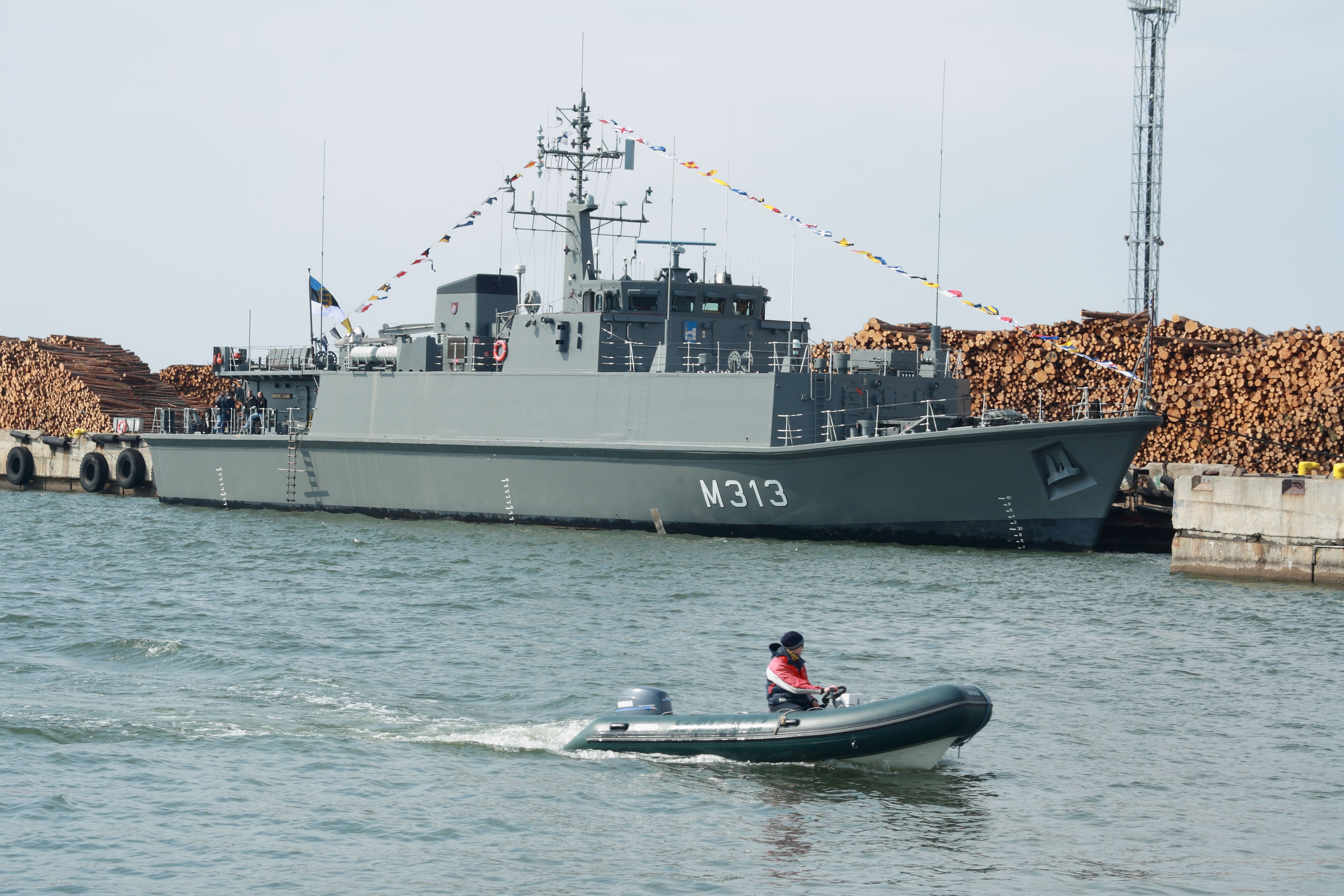
EML Admiral Cowan, 2010-й рік
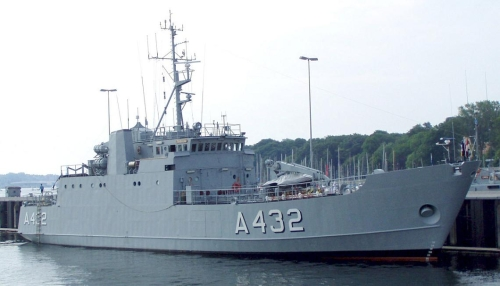
EML Tasuja